# Otto Quirin Lancelle
Otto Quirin Lancelle (* 27. März 1885 in Xanten; † 3. Juli 1941 in Krāslava, Lettische SSR) war ein deutscher Offizier und SA-Führer. Er war unter anderem ein hoher Funktionär in der Obersten SA-Führung und hoher Offizier im Zweiten Weltkrieg, zuletzt mit dem Rang eines Generalleutnants.

## Leben
Lancelle war das elfte Kind des Hauptmanns Emanuel Lancelle († 1908) und dessen Frau Fanny Quirin. Der Vater hatte an den Kriegen von 1864, 1866 und 1870 teilgenommen und war 1871 aufgrund des Verlustes seines Gehörs ausgeschieden.
Er trat nach seinem Abitur am 1. April 1905 als Seekadett in die Kaiserliche Marine ein. Bereits Ende desselben Jahres trat er als Fahnenjunker zur Preußischen Armee über und kam nach Wesel in das Klevesche Feldartillerie-Regiment Nr. 43. Hier wurde Lancelle am 27. Januar 1907 zum Leutnant befördert. Als solcher folgte im März 1912 seine Versetzung zum Lehrregiment der Feldartillerie-Schießschule und am 8. Juli 1914 die Beförderung zum Oberleutnant.

### Erster Weltkrieg und Nachkriegszeit
Mit Ausbruch des Ersten Weltkriegs kam Lancelle als Zugführer zur 5. Batterie des 6. Garde-Feldartillerie-Regiments und nahm an der Eroberung der Festung Namur teil. Anschließend verlegte sein Regiment an die Ostfront, wo Lancelle im Oktober 1914 die Führung der 2. Batterie übernahm. Im weiteren Kriegsverlauf kehrte Lancelle 1916 an die Westfront zurück. Hier zeichnete er sich mehrfach aus und erhielt neben beiden Klassen des Eisernen Kreuzes, das Ritterkreuz des Königlichen Hausordens von Hohenzollern mit Schwertern sowie am 9. Oktober 1918 die höchste preußische Tapferkeitsauszeichnung, den Orden Pour le Mérite.
Nach dem Waffenstillstand von Compiègne führte er seine Truppe in die Heimat zurück, übernahm nach der Demobilisierung die I. Abteilung des 2. Garde-Feldartillerie-Regiments und wurde im Juli 1919 in die Vorläufige Reichswehr übernommen. Zunächst setzte man Lancelle als Führer der 3. Batterie im Reichswehr-Artillerie-Regiment 26 ein und versetzt ihn einen Monat später in das Lehrregiment der Feldartillerie-Schießschule. Hier war er vom 1. Oktober 1919 bis zu seiner Verabschiedung am 31. März 1920 bei der Abwicklungsstelle tätig.

### Weimarer Republik
Nach seinem Ausscheiden aus dem Militärdienst trat Lancelle an seinem Wohnort Eilenburg dem Stahlhelm bei. Bereits seit 1923 war er Mitglied der NSDAP und nahm im gleichen Jahr am Hitlerputsch teil. Später wurde er in die Reichsleitung der Partei in München berufen. Um 1929 lebte er in Merseburg. Zum 1. April 1930 schloss er sich der neu gegründeten NSDAP wieder an (Mitgliedsnummer 218.824).
Am 4. November 1931 wurde Lancelle zum Dienst im Stab der Obersten SA-Führung (OSAF) in München berufen, in dem er seit dem 15. November 1931 tätig war.
1932 erhielt Lancelle den Rang eines SA-Oberführers. Im selben Jahr wurde er wieder aus der OSAF entfernt, nachdem er scharfe Kritik am Stabschef der SA, Röhm, aufgrund von dessen Homosexualität geübt hatte.
Im Jahr 1932 war Lancelle maßgeblich an der „Aufdeckung“ der teilweise jüdischen Abstammung des zweiten Stahlhelm-Bundesführers Theodor Duesterberg beteiligt, die die NSDAP propagandistisch einsetzte, um Duesterberg bei seiner Kandidatur für das Amt des Reichspräsidenten zu schaden und Stahlhelm-Anhänger in ihr Lager zu ziehen.

### NS-Zeit
Seit 1932 war Lancelle entscheidend am Aufbau des Reichsarbeitsdienstes beteiligt. Er richtete 1932 den ersten staatlichen Arbeitsdienst in Anhalt ein, leitete im Jahr darauf die Reichsschule für den Arbeitsdienst in Berlin-Spandau und fungierte ab Juni 1933 als Leiter der Reichsschule des Deutschen Arbeitsdienstes in Potsdam-Wildpark (i. e. im Neues Palais) und Inspekteur der Lehrabteilungen. Sein Nachfolger als Leiter der Schule wurde Hermann Kretzschmann. Der Nachfolger als Inspekteur der Lehrabteilungen wurde vorläufig am 27. September 1934 Major a.d Reinhold Albert Curt Scharf.

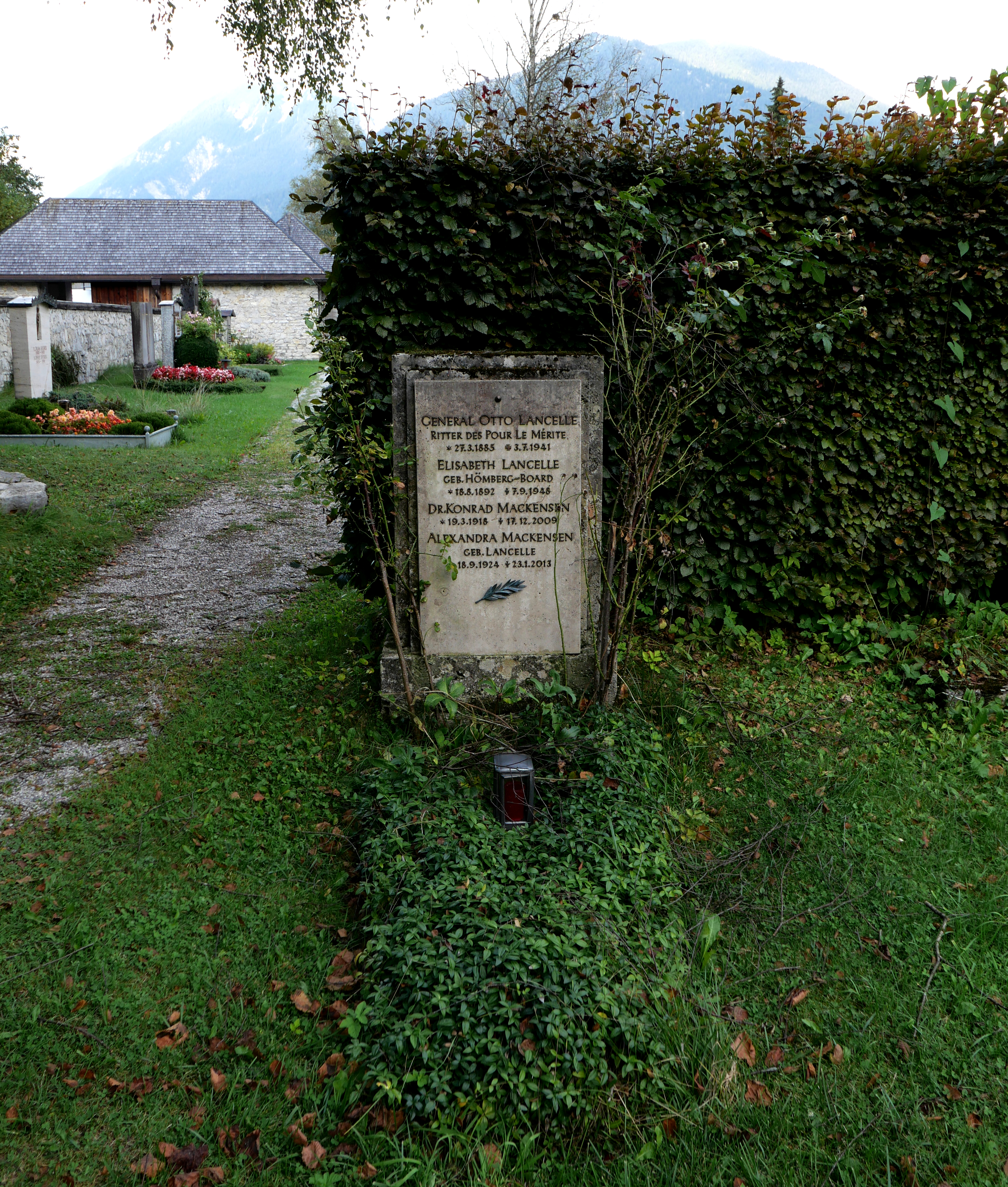
Das Familiengrab im Jahr 2024

Ab Januar 1935 war Lancelle erneut Mitglied des Stabes der OSAF, die inzwischen nach Berlin verlegt worden war. In der SA blieb es bis zuletzt beim Dienstrang eines SA-Oberführers.
Am 1. Oktober 1935 wurde Lancelle im Heer der Wehrmacht reaktiviert und zunächst beim Stab des Artillerie-Regiments 7 verwendet. Am 1. April 1938 übernahm er mit dem Rang eines Oberstleutnant das Kommando über das Artillerie-Regiment 43. Am 10. November 1938 folgte die Ernennung zum Kommandeur des Artillerie-Regiments 115. In dieser Funktion folgte am Neujahrstag 1939 seine Beförderung zum Oberst.
Anlässlich des Überfalls auf Polen wurde Lancelle im September 1939 zum Kommandanten von Frankfurt (Oder) ernannt. Diesen Posten gab er jedoch bereits am 24. Oktober 1939 wieder ab, um stattdessen als Kommandeur an die Spitze des Artillerie-Regiments 168 zu treten.
Im Sommer 1941 nahm Lancelle schließlich als Kommandeur der 121. Infanterie-Division (mit dem Rang eines Generalmajors) am deutschen Überfall auf die Sowjetunion teil.
Lancelle wurde am 3. Juli 1941 bei Kampfhandlungen um den Brückenkopf Krāslava an der Düna getötet (40 km östlich von Dünaburg). Postum wurde er mit Datum vom 1. Juli 1941 zum Generalleutnant befördert und am 27. Juli 1941 mit dem Ritterkreuz des Eisernen Kreuzes ausgezeichnet.
Laut dem Volksbund Deutsche Kriegsgräberfürsorge ist Lancelle auf der Kriegsgräberstätte in Daugavpils begraben. Einem lettischen Bericht zufolge wurden seine sterblichen Überreste indes umgebettet und in Garmisch-Partenkirchen bestattet. Tatsächlich befindet sich auf dem Friedhof Garmisch ein Familiengrab, auf dessen Grabstein zuvorderst sein Name eingeschrieben ist. Darunter befindet sich der Zusatz: „RITTER DES POUR LE MÉRIT“.

## Familie
Lancelle war mit Elisabeth Hömberg-Board (1892–1948) verheiratet. Aus der Ehe gingen die Kinder Ursel (* 1917), Kraft (* 17. August 1920) und Dagmar Alexandra (1924–2013) hervor.